# Tipula (Vestiplex) hugueniniana
Tipula (Vestiplex) hugueniniana is een tweevleugelige uit de familie langpootmuggen (Tipulidae). De soort komt voor in het Oriëntaals gebied.